# Prodida
Prodida is een geslacht van spinnen uit de  familie van de Prodidomidae.

## Soorten
- Prodida longiventris Dalmas, 1919
- Prodida stella Saaristo, 2002